# ドロー・ザ・ライン
ドロー・ザ・ライン("Draw the Line")はアメリカのロックバンド、エアロスミスの5thアルバム。1977年12月発売。日本の発売元はソニー・ミュージックレコーズ。

## 解説
前作「ロックス」での成功後、メンバー全員がドラッグ漬けの真っ只中に制作された。
ジャケットに使われたメンバーのドローイングは、1930年代からブロードウェイ・ミュージカルの戯画で有名だった、風刺画家のアルバート・ハーシュフェルド（Albert Hirschfeld）による。
日本ではオリコンチャートでエアロスミスのアルバムとして初のトップ10入りを果たした。

## 収録曲
1. ドロー・ザ・ライン (Draw the Line) - 3:22
Words/Music:Steven Tyler, Joe Perry
2. アイ・ワナ・ノウ・ホワイ (I Wanna Know Why) - 3:08
Words/Music:Tyler, Perry
3. クリティカル・マス (Critical Mass) - 4:50
Words/Music:Tom Hamilton, Jack Douglas
4. ゲット・イット・アップ (Get it Up) - 4:01
Words/Music:Tyler, Perry
5. ブライト・ライト・フライト (Bright Light Fright) - 2:19
Words/Music:Perry
6. キングズ・アンド・クイーンズ (Kings and Queens) - 4:53
Words/Music:Hamilton, Joey Kramer, Tyler, Brad Whitford, Douglas
7. ザ・ハンド・ザット・フィーズ (The Hand That Feeds) - 4:21
Words/Music:Hamilton, Kramer, Tyler, Whitford, Douglas
8. サイト・フォー・ソア・アイズ (Sight for Sore Eyes) - 3:51
Words/Music:Tyler, Perry, Douglas, D.Johansen
9. ミルク・カウ・ブルース (Milk Cow Blues) - 4:12
Words/Music:K.Arnold

## 参加ミュージシャン
- スティーヴン・タイラー - ボーカル、アコースティック・ギター、ハーモニカ、ピアノ、キーボード
- ジョー・ペリー - ギター、スライドギター
- ブラッド・ウィットフォード - ギター
- トム・ハミルトン - ベース
- ジョーイ・クレイマー - ドラムス、パーカッション